# Maciej Dutko
Maciej Dutko (ur. 27 listopada 1979) – polski pisarz, bloger, przedsiębiorca, inwestor i podróżnik, socjolog i filozof internetu, filantrop i działacz społeczny. Doktor nauk humanistycznych w zakresie bibliologii, specjalność edytorstwo, redaktor, wykładowca w szkołach wyższych – prowadzi zajęcia na studiach podyplomowych związanych z nowymi technologiami i marketingiem, wykłada lub wykładał na prestiżowych studiach MBA (w Wyższej Szkole Bankowej, Zachodniopomorskiej Szkole Biznesu, Uczelni Łazarskiego, Wyższej Szkole Handlowej i Uczelni Asbiro). Inicjator, koordynator, redaktor i współautor książek „Biblia e-biznesu” (2013), „Biblia e-biznesu 2. Nowy Testament” (2016) oraz „Biblia e-biznesu 3.0" (2021).
W 2015 przez serwis Whitepress.pl został uznany za jedną z najbardziej wpływowych osób w polskiej branży interaktywnej. W tym samym roku otrzymał nagrodę im. Ludwiga von Misesa za promowanie idei wolnego rynku oraz przedsiębiorczości. Honorowy wykładowca Uczelni Asbiro. W 2021 został wyróżniony w plebiscycie „30 Kreatywnych Wrocławia”, ale odmówił przyjęcia nagrody w ramach protestu wobec ograniczeniu przez organizatorów wstępu na galę wręczenia nagród wyłącznie do osób zaszczepionych przeciwko SARS-CoV-2, zarzucając im w liście otwartym łamanie konstytucji oraz kodeksu cywilnego poprzez promowanie „segregacji sanitarnej” i „zdrowotnego apartheidu”.

## Życiorys
Felietonista serwisu Onet.pl (do 2015).
Autor książek poświęconych tematyce e-przedsiębiorczości i rozwoju osobistego, publicysta współpracujący z Miesięcznikiem Sprzedawców Internetowych „Mensis.pl”. Opublikowany w 2011 na łamach tego czasopisma artykuł „Church marketing, czyli jak Kościół robi biznes”, wywołał liczne kontrowersje.
Założyciel i właściciel Grupy Dutkon.pl, w skład której wchodzą firmy: szkoleniowa (Evolu.pl, wcześniej pod marką Akademia Internetu), edytorska (Korekto) i inne.
W 2008 zajął 5. miejsce w ogólnopolskim rankingu najlepszych wykładowców, w którym oceniano ok. 12 tysięcy nauczycieli akademickich z całej Polski.
W latach 2009–2012 współtworzył najważniejsze projekty edukacyjne grupy Allegro, m.in. „Edukacyjne Spotkania Allegro” (25 edycji), „Allegro dla Biznesu” (ponad 60 edycji) i inne. Twórca autorskiego projektu szkoleniowego dla e-sprzedawców „E-biznes do Kwadratu” (29 edycji w latach 2013–2019).
Książka „Biblia e-biznesu”, której jest pomysłodawcą i redaktorem merytorycznym, osiągnęła status bestsellera wydawnictwa Helion jeszcze przed oficjalną premierą; w ciągu kilku dni osiągnęła pierwsze miejsce na liście, utrzymując się na niej przez kolejne 9 miesięcy. W maju 2014 „Biblia e-biznesu” otrzymała prestiżową nagrodę „Economicus”, przyznawaną przez „Gazetę Prawną” w kategorii „Najlepszy poradnik ekonomiczny”.
W październiku 2013 wydał poradnik dla przedsiębiorców Wolny od ZUS, poruszający tematykę przenosin działalności gospodarczej do Wielkiej Brytanii i jej prowadzenia tam. W kwietniu 2014 sprzedał projekt „Wolny od ZUS” brytyjskiej firmie księgowej Aexea, należącej do holdingu Mar-Pro Invest Ltd.
W sierpniu 2014 wydał książkę „Efekt tygrysa”. W lutym 2015 pod redakcją M. Dutko ukazała się wydana przez Onepress Exclusive książka „Prawo w e-biznesie”, a w 2016 drugie, nowe wydanie książki „Biblia e-biznesu” (na przełom lat 2020/2021 wstępnie zaplanowano premierę „Biblii e-biznesu 3"). W lipcu 2015 opublikował książkę „Targuj się! Zen negocjacji”, której przekład na język angielski („Go and bargain!”) ukazał się w 2018. W 2019 wydał książkę „Nieruchomościowe seppuku” adresowaną głównie do inwestorów i pracowników branży nieruchomościowej, poświęconą zasadom tworzenia skutecznych ofert sprzedaży nieruchomości w internecie oraz częstym błędom obniżającym ich efektywność.
Jako socjolog i filozof internetu, w swoich publikacjach oraz wystąpieniach wprowadził szereg terminów określających nową e-rzeczywistość. Jest zwolennikiem i aktywnym propagatorem biznesu opartego na wartościach i etyce, a zarazem zagorzałym przeciwnikiem marketingowych nadużyć, które aktywnie zwalcza na swoim blogu Akademia Internetu oraz piętnuje na swoim profilu w serwisie Facebook.
Od 2007 r., również w ramach współpracy edukacyjnej z Allegro.pl, aktywnie promuje wśród e-sprzedawców idee etyki, organic marketingu i small marketingu. Jest przeciwnikiem „marketingu masowego” (np. e-mail marketing, masowe zbieranie leadów itp.), uprawianego niezależnie od tożsamości i faktycznych potrzeb klienta, często z naruszeniem zasad etycznych i prawnych. W ramach XI Kongresu OnLine Marketingu w Warszawie wystąpił jako zwolennik marketingu wewnętrznego (zwiększanie konwersji sprzedażowej poprzez wewnętrzną optymalizację ofert).
Również od 2007 r., jako pierwszy tego rodzaju audytor w Polsce, zajmuje się audytowaniem i optymalizacją ofert sprzedażowych na Allegro i w sklepach internetowych, w 2012 założył firmę Audite.pl. W marcu 2020 r. na stronie Audite.pl widniała informacja o ok. 1400 przeprowadzonych badaniach tego typu.

## Publikacje książkowe
- Biblia e-biznesu 3.0, Helion 2021, ISBN 978-83-832-2231-8.
- Biblia e-biznesu, Helion 2013, ISBN 978-83-246-6699-7.
- Biblia e-biznesu II. Nowy Testament, Helion 2016, ISBN 978-83-283-2464-0.
- Copywriting internetowy, Wydawnictwo Naukowe PWN 2010, ISBN 978-83-01-16477-5.
- Domeny internetowe. Krótko i na temat, PWN 2008, ISBN 978-83-01-15750-0.
- Informacja w Internecie, Wydawnictwo Naukowe PWN 2010, ISBN 978-83-01-16476-8.
- E-biznes. Poradnik praktyka, Helion 2010, ISBN 978-83-246-2485-0.
- E-biznes na Allegro, Insignis 2013 (współautor)
- E-biznes po godzinach, Helion 2011, ISBN 978-83-246-3074-5.
- E-biznes po godzinach. Wydanie kieszonkowe, Helion 2011, ISBN 978-83-246-3964-9.
- Efekt tygrysa. Puść swoją osobistą markę w ruch! Akademia Internetu 2014, ISBN 978-83-64845-00-0
- Go and bargain! Zen of negotiation. Akademia Internetu 2018, ISBN 978-83-64845-50-5
- Mucha w czekoladzie. Zen sukcesu albo przypowieści z Bliskiego Zachodu. Evolu.pl 2023, ISBN 978-83-64845-55-0
- Nieruchomościowe seppuku. Jak tworzyć ekstremalnie skuteczne oferty, unikając błędów, które zabijają Twoją sprzedaż. Akademia Internetu 2019, ISBN 978-83-64845-05-5
- Prawo w e-biznesie, Helion 2015, ISBN 978-83-246-9912-4.
- Rozpowszechnianie tekstów w Internecie w świetle przepisów prawa autorskiego, Akademia-Internetu.pl 2010, ISBN 978-83-62656-20-2.
- Targuj się! Zen negocjacji, Akademia Internetu 2015, ISBN 978-83-64845-22-2.
- Twoja pierwsza strona WWW. Stwórz profesjonalną i funkcjonalną stronę WWW bez znajomości programowania, Helion 2011, ISBN 978-83-246-2911-4
- Typografia Internetu – problemy badawcze, w: Oblicza kultury książki. Prace i studia z bibliologii i informacji naukowej Wydawnictwo Uniwersytetu Wrocławskiego 2005, ISBN 83-229-2546-8.
- Typografia stron WWW. Formy, funkcje, perspektywy, Akademia-Internetu.pl 2010, ISBN 978-83-62656-24-0.
- Wolny od ZUS. Twoja firma w UK, czyli jak oszczędzić kilkadziesiąt tysięcy złotych rocznie i prowadzić biznes w przyjaznych warunkach. ISBN 978-83-62656-36-3.

## Nagrody i wyróżnienia
- Laureat plebiscytu „30 Kreatywnych Wrocławia” 2021 (odmówił przyjęcia nagrody[15])
- Oscar Czytelników 2017 dla „Biblii e-biznesu 2"[16]
- Książka Roku 2016 dla „Biblii e-biznesu 2"[16]
- Laureat Nagrody im. Ludwiga von Misesa za promowanie idei wolnego rynku[17]
- Honorowy wykładowca Uczelni Asbiro[18]
- Laureat rankingu „100 najbardziej inspirujących osób polskiej branży interaktywnej”[19]
- I miejsce w konkursie „Economicus” 2014 za najlepszy poradnik ekonomiczny dla „Biblii e-biznesu”[20]